# Polychrysia morigera
Polychrysia morigera là một loài bướm đêm trong họ Noctuidae.